# Schwaighof
Schwaighof nebo schweighof je v hornoněmčině panský statek zaměřený na chov dobytka, z něhož se častěji vyvinulo pomístní nebo rodové jméno.

## Původ slova a historie
Schwaige, bavorsky Schwoag, pochází ze středohornoněmeckého sweige pro alpská mlékárna, stádo, dobytčí dvůr'. Hof znamená dvůr, farma. Pojmy Sennhof, Grashof, Viehhof, Schwaiglehen mají zhruba stejný význam nebo se vztahují k dílčím aspektům Schwaige.
Pojem schwaige vznikl na přelomu 12. a 13. století v severních a středních Alpách a jejich podhůří a označuje zemědělskou usedlost na horských svazích nebo ve vysokých a hlavních údolích. Schwaighof bylo trvalé osídlení jedné zemědělské usedlosti, která se specializovala především na chov skotu a produkci mléka a byla většinou rozšířena v nadmořské výšce nad 1 200 m. Během 11. a 12. století bylo v dnešním Švýcarsku, Rakousku, Jižním Tyrolsku a Bavorsku postaveno několik tisíc schwaighofů.
Při bližším zkoumání lze u typu hospodářství schwaighöf identifikovat zvláštní charakteristiky, které je odlišují od ostatních zemědělských podniků s převážně živočišnou výrobou: Jedná se o stáda, která poskytuje hospodář, a pravidelně se z nich platí úrok 300 sýrů; stáda se také označují jako Schwaigen.
Farmáři, kteří si schwaighof pronajímali, často dostávali privilegia (včetně snížení daní), ale museli majiteli půdy odevzdat smluvní množství sýra nebo jiných produktů. Již v letech 1130–1145 je v údolí Ötztal doložena vesnice Niederthai, která dávala klášteru Ottobeuren 900 caseos (sýrových bochníků) ročně.  V urbáři kláštera Benediktbeuern z roku 1294 je například pro Jachenau uvedeno 17 vaccariae (dobytčích farem, z latinského vacca = kráva), které musely ročně poskytnout 100 až 200 bochníků sýra jako naturální daň. Kvůli drsnému klimatu, které znemožňuje pěstování plodin, jsou farmy v Jachenau dodnes vedeny pouze jako dobytčí farmy.
V 15. století Schwaighöfe opět postupně zanikla a ustoupila jiným formám hospodaření. Až v roce 1728 zřídil klášter Benediktbeuern ve Walchensee schwaighof, který zásoboval místní tavernu. Schwaigen byly obvykle udělovány jako léno. Provozovatel obvykle dodával hospodářská zvířata pronajímateli a svá vlastní. Za užívání pozemků a dobytka pána panství byl povinen platit daně.
Ve schwaiger se choval pouze skot, tedy buď krávy nebo dojné ovce, protože se nacházely v nadmořské výšce nad hranicí pro pěstování obilí. S počátkem malé doby ledové většina schwaighofů musela ukončit činnost a byla buď opuštěna nebo přeměněna na sídla pro níže položené farmy nebo obce.
Slovo Schwaighof je nejčastější v Rakousku, Jižním Tyrolsku a Bavorsku, Schweighof v Bádensku, Švýcarsku a Alsasku.
Ve východních Alpách se zachovaly četná pomístní jména a slovo Schwaige pro „horskou pastvinu" (Alm/Alpe)